# Pseudorontium
Pseudorontium je biljni rod iz porodice trpučevki , dio potporodice Antirrhinoideae. Jedina vrsta je  H. ovata, jednogodišnji kalifornijski endem.

## Etimologija
Latinsko ime roda dolazi od grčkog pseudo, lažni i roda Orontium, aludirajući na sličnost sjemena.

## Opis
Jednogodišnja je biljka slična Mohavei po tome što ima krilate sjemenke, ali R.K.Oyama i D.A.Baum (2004.) i P.Vargas et al. (2004.) otkrili su da je Pseudorontium pozicioniran znatno izvan taksona koji se obično uključuju u Antirrhinum i u užem (D.A.Sutton 1988.) i u širem (D.M.Thompson 1988.) smislu. ITS rezultati u M.Fernández-Mazuecos et al. (2013) smjestili su Pseudorontium i Mohaveu u različite kladuse; Pseudoroncij je bio Galvezijina sestra. Viseće, kuglaste čahure, ekscentrično krilate sjemenke i nedostatak grana koje se uvijaju razlikuju P. cyathiferum od vrste Sairocarpus. x = 13. 
- P. cyathiferum
- P. cyathiferum

## Sinonimi
- Antirrhinum chytrospermum A.Gray; Proc. Amer. Acad. Arts 12: 81 (1877)
- Antirrhinum cyathiferum Benth.; Bot. Voy. Sulphur: 40 (1844)